# Gibberella pulicaris
Gibberella pulicaris är en svampart som först beskrevs av Elias Fries, och fick sitt nu gällande namn av Pier Andrea Saccardo 1877. Gibberella pulicaris ingår i släktet Gibberella och familjen Nectriaceae.  Arten är reproducerande i Sverige. Inga underarter finns listade i Catalogue of Life.